# Santa Maria Addolorata in Trastevere
Santa Maria Addolorata in Trastevere, även benämnd Oratorio di San Giuseppe e Maria Santissima Addolorata e delle Anime Sante del Purgatorio, är en kyrkobyggnad i Rom, helgad åt den smärtofyllda Jungfru Maria. Kyrkan är belägen vid Via della Paglia i Rione Trastevere och tillhör församlingen Santa Maria in Trastevere.
För närvarande (2018) används kyrkan av Gemenskapen Sant'Egidio – Comunità di Sant'Egidio.

## Kyrkans historia
År 1787 beslutade en grupp församlingsbor att restaurera gravstenarna på kyrkogården vid basilikan Santa Maria in Trastevere. Församlingsborna bildade ett sällskap med ansvar för detta uppdrag. Till en början samlades man i en lokal vid Cimitero di Santo Spirito, men 1819 införskaffade man en byggnad bredvid kyrkogården i fråga och uppdrog åt arkitekten Domenico Servi att bygga om denna till ett oratorium. Oratoriet restaurerades år 1877 på initiativ av påve Pius IX samt ånyo år 1904. Exteriören har två fasader. Den vänstra har en ingångsportal i travertin, krönt av ett halvcirkelformat fönster, och högre upp ett ovalt fönster. På den högra fasaden återfinns en liten reproduktion av Michelangelos Pietà med bönen MATER DOLOROSA ORA PRO NOBIS.
Nedanför denna sitter ett med galler försett fönster med sidopaneler i verde antico. En vittrande inskription lyder:
Bakom den högra fasaden reser sig en kampanil med en våning. År 1992 genomgick Santa Maria Addolorata ännu en restaurering. Själva kyrkorummet är rektangulärt med ett altare med ett krucifix.